# Wieża oblężnicza

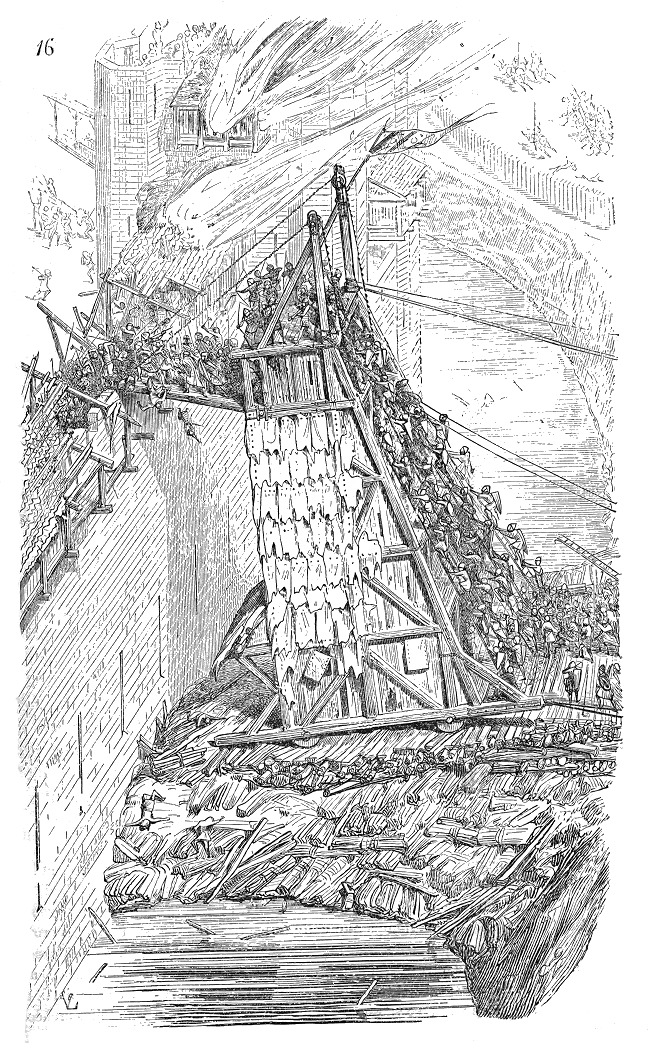
Wieża oblężnicza

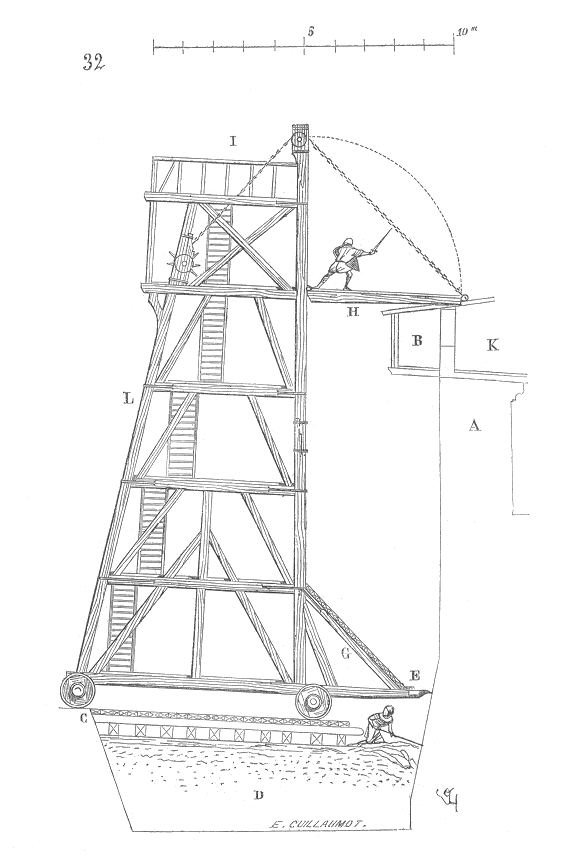
Przekrój przez wieżę

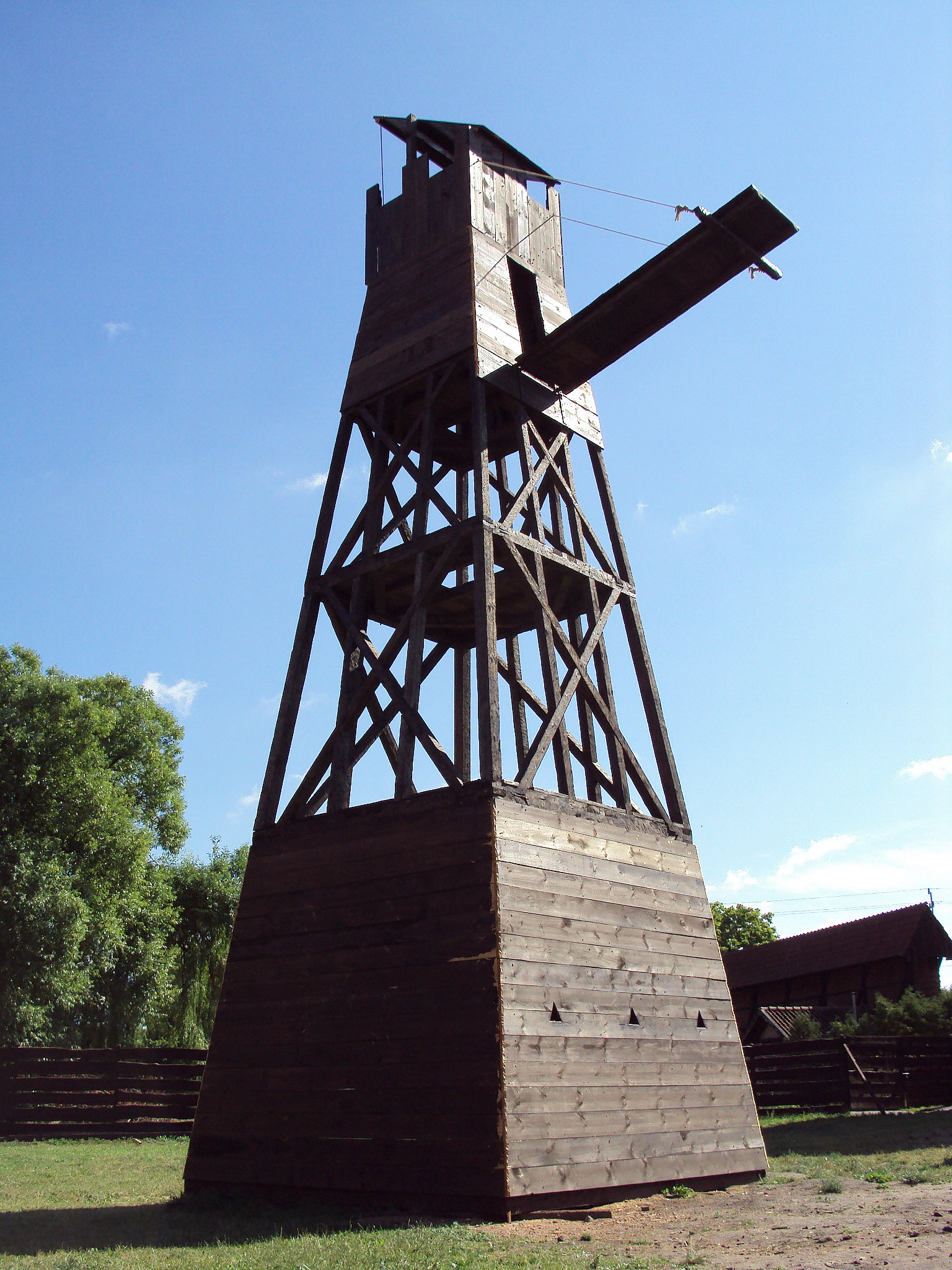
Rekonstrukcja z wystawy machin oblężniczych w Malborku, na szczycie pomieszczenie dla łuczników

Wieża oblężnicza – rodzaj machiny oblężniczej wynalezionej w starożytności, mająca formę zazwyczaj drewnianej wieży z możliwością jej przemieszczania na kołach czy płozach. Używana była do szturmowania murów obronnych. Początkowo do tego celu używano drabin, niekiedy dodawano do nich koła. Rozwinięciem takiej drabiny była wieża oblężnicza wynaleziona w VII wieku p.n.e. przez Asyryjczyków. Wieża chroniona była przed ogniem wilgotnymi skórami, naciągniętymi na deski konstrukcji. Na wysokości szturmowanych murów znajdował się opuszczany pomost, po którym atakujący przechodzili na mury. Czasem wieża była wyposażona w taran. Na najwyższej kondygnacji mogli być umieszczani łucznicy, którzy osłaniali szturmujących, strzelając do obrońców na murze.
Zachowane opisy oblężeń świadczą, że wieże oblężnicze często były wyższe niż szturmowane mury. Z wież prowadzono ostrzał obrońców.
Inne rodzaje tej machiny to np. Helepolis i hulajgród.